# Liên bang Tây Ấn
Liên bang Tây Ấn là một liên bang tồn tại ngắn ngủi từ ngày 3 tháng 1 năm 1958 tới ngày 31 tháng 5 năm 1962 tại khu vực Caribe. Liên bang được thành lập từ một số thuộc địa của Anh tại Caribe, với mục tiêu tách khỏi nước Anh, thành lập một liên bang mới tương tự như các liên bang Canada, Úc và Trung Phi. Tuy nhiên, mục tiêu này đã không được hiện thực hóa do những mâu thuẫn nội tại của nước này.

## Dân số và địa hình
Tổng dân số của Liên bang Tây Ấn khoảng từ 3 tới 4 triệu người, chủ yếu là người gốc Phi. Các sắc tộc thiểu số gồm có những người gốc Ấn đến từ Ấn Độ (được gọi là Đông Ấn), người Âu, Trung Quốc và các sắc dân Caribe. Ngoài ra còn có một lượng lớn dân số là pha tạp chủng tộc. Về mặt tôn giáo, đa phần dân số thuộc về đạo Tin Lành, ngoài ra còn có Thiên chúa giáo, Hindu và đạo Hồi.
Liên bang Tây Ấn bao gồm 24 đảo chính có dân cư và khoảng 220 - 230 đảo nhỏ, đá và đảo san hô (một số có người ở). Đảo lớn nhất là Jamaica, nằm xa về phía tây bắc của liên bang. Nằm về phía đông nam là đảo lớn thứ 2, Trinidad, tiếp theo là Barbados, nằm ở phía đông của liên bang.
Tại điểm rộng nhất, từ đông sang tây, từ đảo Cayman sang tới Barbados có độ rộng khoảng 2425 km và phía bắc, từ đảo Caicos tới mũi Icacos, Trinidad phía nam là 1700 km. Mặc dù trải trên một diện tích lớn đến thế nhưng hầu hết diện tích đều là biển, chỉ có một số ít đảo rải rác tập trung ở Đông Caribe, trừ đảo Cayman, Turk và Caicos.
Đa số các đảo đều có địa hình núi bao quanh là các đồng bằng hẹp dọc bờ biển, trừ Anguilla, Antigua, Barbuda, đảo Cayman, Turk và Caicos (với địa hình bằng phẳng) và Trinidad (có một số dãy núi lớn trên một địa hình tương đối bằng phẳng). Có nhiều thành phố nằm dọc theo dải bờ biển. Các thành phố chính gồm có Kingston, Port of Spain, Bridgetown, Spanish Town, Montego Bay, Mandeville, Castries, Roseau, St. George's, Kingstown, St. John's và Basseterre.
Khí hậu trên các đảo là khí hậu nhiệt đới nóng ẩm, khí hậu nội địa trong các đảo lớn điều hòa hơn. Có 2 mùa trong năm: mùa khô trong 6 tháng đầu và mùa mưa (cũng là mùa bão) trong 6 tháng còn lại. Hầu hết các đảo nằm trong vàng đai bão Đại Tây Dương.

## Các tỉnh
Các tỉnh và lãnh thổ của liên bang gồm có:
- Antigua và Barbuda
- Barbados
- Dominica
- Grenada
- Jamaica
- Montserrat
- Saint Christopher-Nevis-Anguilla (ngày nay là Saint Kitts và Nevis và Anguilla)
- Saint Lucia
- Saint Vincent và Grenadines
- Trinidad và Tobago

## Những vấn đề
Chính trị của liên bang mới thành lập bị ảnh hưởng bởi những bất đồng giữa chính phủ liên bang và chính phủ các tỉnh, và giữa 2 tỉnh lớn Jamaica và Trinidad và Tobago với các tỉnh nhỏ hơn.
Liên bang Tây Ấn có một cấu trúc chính phủ yếu một cách rõ rệt. Ví dụ, các tỉnh không nằm trong một chính thể thống nhất mà lại tự hoạt động như một nền kinh tế riêng biệt hoàn chỉnh với hệ thống thuế quan riêng, chủ yếu là do các tỉnh nhỏ sợ bị lấn át bởi các tỉnh lớn hơn. Bên cạnh đó, tự do đi lại trong liên bang bị hạn chế do các tỉnh lớn sợ làn sóng di cư từ các đảo nhỏ hơn. Có thể hình dung rằng, Liên minh châu Âu còn có được sự thống nhất về mặt kinh tế hơn là liên bang Tây Ấn.
Chính phủ liên bang không thể điều khiển được các bang, nền tài chính của liên bang eo hẹp tới mức họ không thể duy trì được trật tự trong liên bang. Khoản tiền này phụ thuộc vào trợ cấp từ Vương quốc Liên hiệp Anh và Bắc Ireland và các bang thành viên. Ngân sách của Jamaica và Trinidad và Tobago còn lớn hơn ngân sách liên bang, và các bang này bị yêu cầu phải chi thêm cho ngân sách liên bang. Hơn nữa, quyền lực của thủ tướng bị thu hẹp, không giống như các quốc gia theo hệ thống thủ tướng của Anh, thủ tướng liên bang không có quyền giải tán nghị viện.

## Tan rã
Nhiều nguyên nhân được đưa ra để giải thích cho sự tan rã của liên bang. Đó là sự thiếu ủng hộ từ quần chúng, sự tranh giành phát sinh từ chủ nghĩa dân tộc tại các đảo, sự yếu kém của chính phủ liên bang, sự hạn chế về tự do đi lại, hiến pháp bất hợp lý và dễ thay đổi, sự đối đầu của những người lãnh đạo cùng với những khúc mắc của họ với chính quyền liên bang, sự tập trung về dân số cũng như tài nguyên ở 2 đảo lớn, cách xa về mặt địa lý giữa các đảo, sự độc lập kéo dài của các đảo cũng khiến họ miễn cưỡng tham gia vào liên bang.
Nguyên nhân trực tiếp nhất được dẫn ra là sự không hài lòng của Jamaica, có thể kể ra sau đây là:
- Jamaica nằm cách xa khỏi các đảo khác, vài trăm dặm về phía tây.
- Phần trăm số ghế của họ trong nghị viện nhỏ hơn so với phần trăm dân số so với cả liên bang.
- Họ tin rằng các bang khác đang sống dựa vào họ.
- Một số người giận dữ vì Kingston không được chọn làm thủ đô.

Nguyên nhân lớn nhất cho sự không hài lòng của Jamaica là liên bang không thể độc lập. 3 năm sau ngày thành lập, nó vẫn chưa độc lập trong khi các thuộc địa của Anh nhỏ hơn như Cộng hòa Síp và Sierra Leone đã giành độc lập. Vấn đề khác đó là vấn đề của thủ đô Chaguramas, thời điểm đó vẫn nằm trong tay Hoa Kỳ khi mà đây là một căn cứ hải quân của Hoa Kỳ từ Chiến tranh thế giới lần thứ 2, những nhà lãnh đạo của các bang đều muốn đòi lại thành phố này. Nhưng thủ tướng liên bang lại không đồng ý đòi lại Chaguramas, điều này khiến Jamaica nghĩ rằng họ nên tự tìm độc lập cho mình.
Tháng 9 năm 1961, một hội nghị diễn ra nhằm bỏ phiếu cho việc Jamaica tách khỏi liên bang, với 52% phiếu thuận, Jamaica chính thức tách khỏi liên bang. Tiếp đó Trinidad và Tobago độc lập ngày 31 tháng 8 năm 1962.
Các đảo nhỏ còn lại lần lượt giành độc lập sau đó:
- Barbados - 1966
- Grenada - 1974
- Dominica - 1978
- Saint Lucia - 1979
- Saint Vincent và Grenadines - 1979
- Antigua và Barbuda - 1981
- Saint Kitts và Nevis - 1983

Montserrat vẫn thuộc Liên hiệp Anh. Cayman và đảo Turks và Caicos tách khỏi Jamaica năm 1962; Anguilla tách khỏi Saint Kitts và Nevis năm 1980. Chúng đến nay vẫn thuộc Liên hiệp Anh.